# Sinners in Heaven

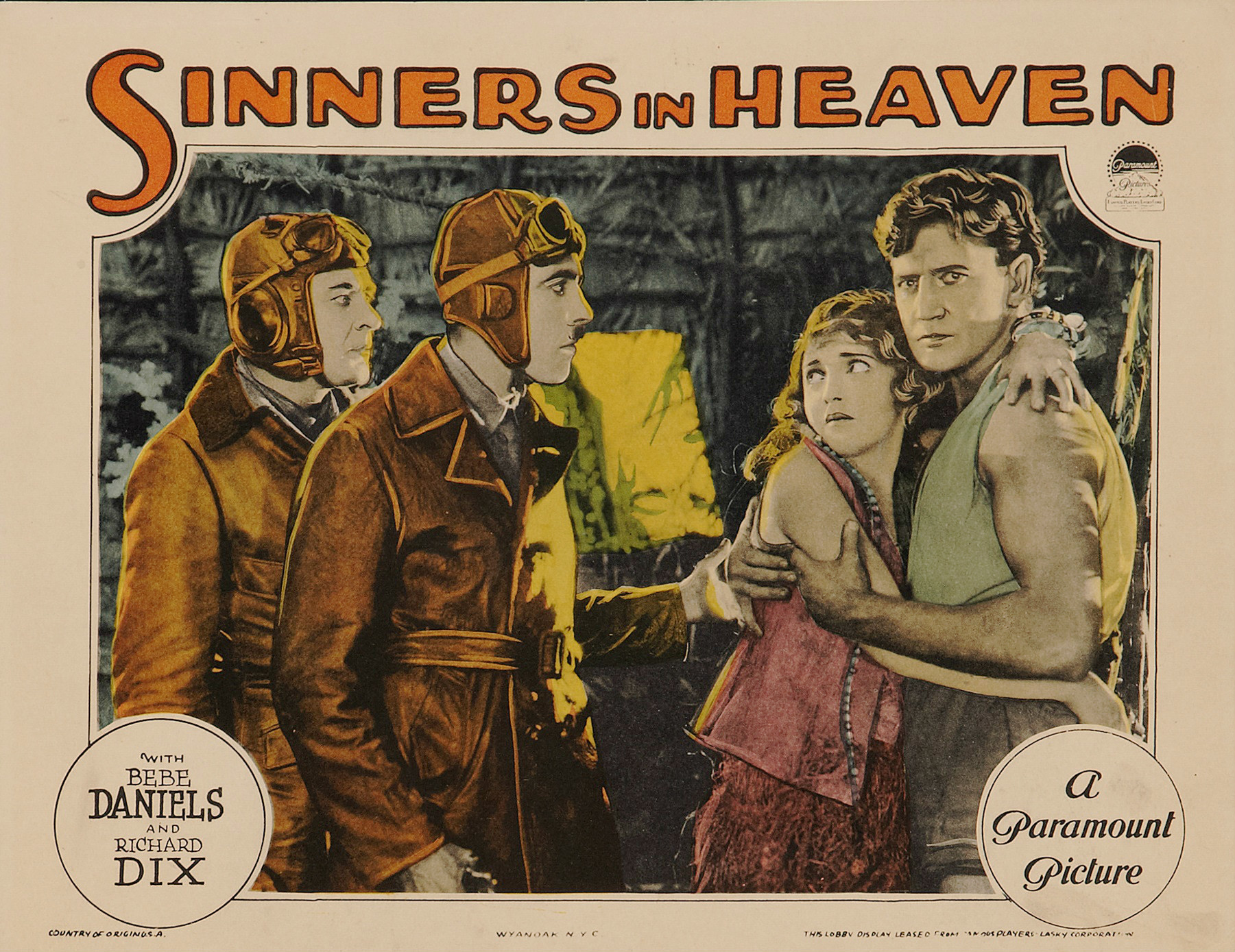
Postal de propaganda de la pel·lícula

Sinners in Heaven és una pel·lícula muda de la Famous Players-Lasky (futura Paramount) dirigida per Alan Crosland i protagonitzada per Bebe Daniels i Richard Dix. La pel·lícula, basada en la novel·la homònima de Clive Arden, es va estrenar el 15 de setembre de 1924. Es considera una pel·lícula perduda.

## Argument
Barbara Stockley, una noia mimada de la societat britànica se sent incòmoda amb Hugh Rochedale, el promès que els seus pares van concretar per a ella. Per això decideix marxar a Austràlia, acompanyada de la seva amiga, Madge Fields, viatjant en un avió pilotat pel seu germà, l'aventurer Alan Croft. Alan no està content de tenir Barbara a bord, però la situació es complica quan l’avió sobrevola un tifó. L'avió cau a l'oceà, Madge mor i ell i Barbara són arrossegats a una illa habitada per caníbals. Per sort els nadius s'espanten per l'aparell de ràdio d'Alan i creuen que ell i la Barbara són déus. Renunciant a l'esperança de ser rescatats, Alan i Bàrbara es casen a la vista de Déu, sota un cel de catedral, sense benefici de cap capellà. Un dia una nativa talla accidentalment Alan amb la seva navalla. En veure la sang descobreix que és mortal i corre a anunciar-ho a la tribu. Just quan els salvatges ataquen, un avió de recerca aterra i els fa fora. Alan és ferit i donat per mort. Tornant a casa, Bàrbara és considerada una pecadora i menyspreada pels seus amics i la família. Hugh Rochedale, adonant-se que ella i l'Alan s'estimaven, s'encarrega de cercar Alan i el troba a l’illa on va ser cuidat per alguns nadius. Alan pot arribar a Anglaterra i casar-se amb Barbara legalment.

## Repartiment
- Bebe Daniels (Barbara Stockley)
- Richard Dix (Alan Croft)
- Holmes Herbert (Hugh Rochedale)
- Florence Billings (Mrs. Madge Fields)
- Betty Hilburn (noia nadiua)
- Montagu Love (cap de la tribu)
- Effie Shannon (Mrs. Stockley)
- Marcia Harris (tieta de Barbara)
- Diana Kane